# Montoro Superiore
Montoro Superiore este o comună din provincia Avellino, regiunea Campania, Italia, cu o populație de 8.963 de locuitori și o suprafață de 20.48 km².

## Demografie
Format:Demografia/Montoro Superiore